# 조한스 크리쉬

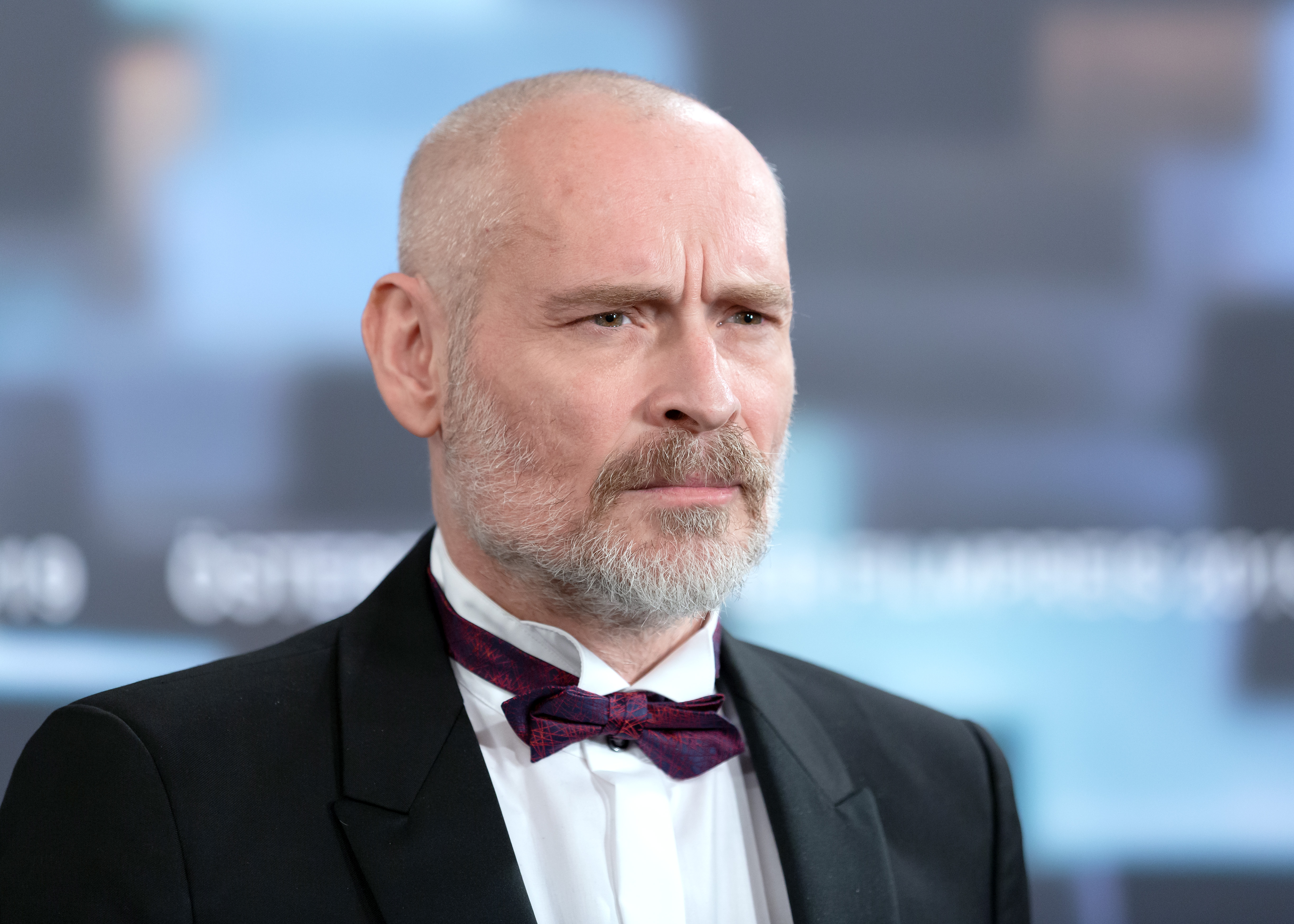

요하네스 크리슈(Johannes Krisch, 1966년 1월 1일 ~ )는 오스트리아의 배우이다.
빈에서 태어났다.

## 영화
- 담배 가게의 프로이트 (2018년)
- 라스트 캅 스탠딩 - 더 윗니스 (2017년)
- 심판 (2017년) - 하버벡 역
- 더 큐어 (2017년) - 간호인 역
- 근원적 행복 (2016년)
- 어느 미친 사내의 고백 (2015년)
- 나치는 살아있다 (2014년)
- 루즈 마이 셀프 (2014년)
- 더 파더레스 (2011년)
- 인 어나더 라이프타임 (2010년)
- 보복 (2008년) - 알렉스 역
- 아빠는 첩보원 (1994년)